# Ossuccio
Ossuccio är en ort och frazione i kommunen Tremezzina i provinsen Como i regionen Lombardiet i Italien. 
Ossuccio upphörde som kommun den 4 februari 2014 och bildade med de tidigare kommunerna Lenno, Mezzegra och Tremezzo den nya kommunen Tremezzina. Den tidigare kommunen hade 970 invånare (2013).